# أنثيميوس
أنثيميوس (Latin: Procopius Anthemius Augustus) (حوالي 420 – 11 يوليو 472) كان الإمبراطور الروماني الغربي من 467 إلى 472.